# あたらしい世界
『あたらしい世界』（あたらしいせかい）は、ゴスペラーズ11枚目のシングル。1998年12月12日にキューンミュージックから発売された。

## 解説
ゴスペラーズの11枚目のシングルである。表題曲の「あたらしい世界」は、フジテレビ系『そう快!ヒデタミン』のエンディングテーマに使用されていた。また、2008年11月18日放送『誰も知らない泣ける歌』において、夢をあきらめかけたサッカー少年に再び力を与えた曲として紹介され、ゴスペラーズが番組に出演して歌唱している。
発売当初は8cmCDシングルであったが、2002年9月26日の再発売時には12cmCDシングルへと規格が変更された。

## 収録曲
1. あたらしい世界
  - 作詞：康珍化／作曲：北山陽一／編曲：藤井丈司
    - フジテレビ『そう快!ヒデタミン』エンディングテーマ
2. 愛のためだけに
  - 作詞：山田ひろし／作曲：村上てつや／編曲：Willie Mitchell
    - 和田アキ子に提供した楽曲のセルフカバー。
3. あたらしい世界 -No Lead Version-